# Каркасний будинок

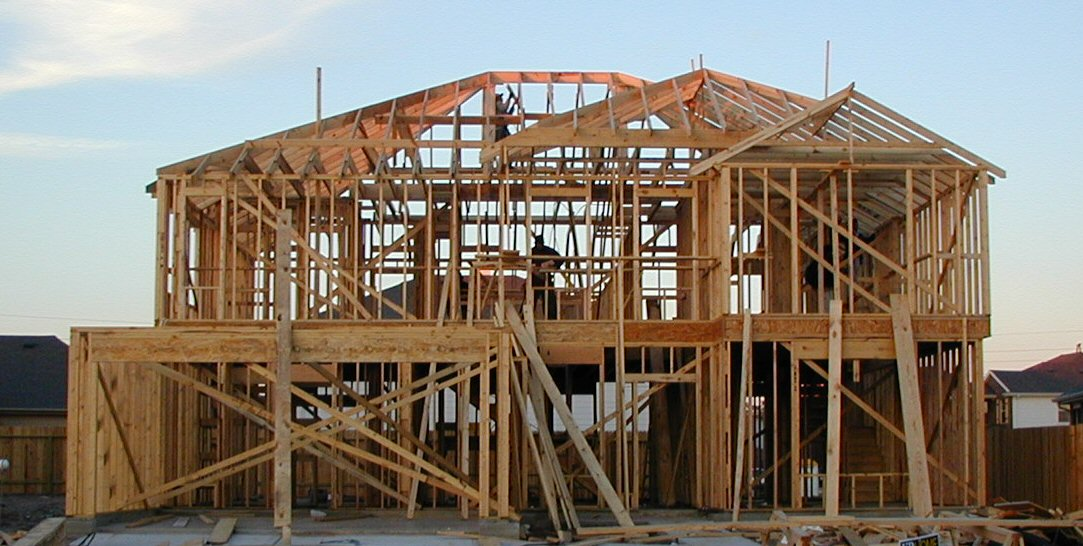
Дерев'яний каркас будинку

У галузі сучасного індивідуального житлового будівництва одне з провідних місць належить каркасній технології. Перші каркасні дерев'яні конструкції були побудовані в Європі та Скандинавії більше п'яти століть тому, а найбільшого поширення вони набули з розвитком високотехнологічного будівництва наприкінці XX століття.
Надійний комфортабельний дерев'яний будинок за каркасною технологією має порівняно невисоку ціну, тому це вигідне і раціональне рішення. Експлуатаційний термін становить 50–70 років.
Виготовлення каркасних будинків у заводських умовах дозволяє зберігати мінімальну вологість (16–18 %) дерев'яних комплектуючих, що неможливо забезпечити, якщо споруда зводиться просто неба.
Несучою частиною будівлі є дерев'яний каркас, огороджувальною — утеплювач у поєднанні з вітро-, гідро- і парозахисними плівками або мембранами. Завдяки такому розподілу каркасний будинок відрізняється високими показниками теплозберігання.
Стіна дерев'яного каркасного будинку у розрізі має такий вигляд:
- обшивка внутрішньої частини (переважно гіпсокартон або дерев'яна вагонка);
- пароізоляційна плівка;
- каркасна конструкція з утеплювачем;
- вітрозахисна мембрана;
- зовнішнє облицювання;
- фасадне облицювання та утеплення.

Усередині «пирога» монтуються інженерні комунікації. Конструкція відрізняється високою енергоефективністю і відповідає всім сучасним вимогам до житла для комфортного проживання у будь-якій кліматичній зоні України.